# Charlotte (Carolina del Nord)
Charlotte è una città degli Stati Uniti d'America, la più grande della Carolina del Nord e di ambedue le Caroline, e capoluogo della Contea di Mecklenburg. Nel 2018 l'Ufficio del censimento degli Stati Uniti ha stimato la sua popolazione in 872 498 abitanti, rendendola la sedicesima città più popolosa degli Stati Uniti d'America.
Tra il 2004 e il 2014, l'area metropolitana della città è stata classificata come l'area in più rapida crescita di abitanti, con 88 000 nuovi residenti. Charlotte è inoltre la seconda città degli USA per numero di banche e la ventesima per estensione. La città è situata nella parte centro-meridionale della regione Piedmont, vicina al confine con la Carolina del Sud.

## Storia
Fondata nel 1762. L'economia della città si basa sulle attività finanziarie, maturate tra la fine del XX e l'inizio del XXI secolo, e quelle commerciali, anche se non mancano importanti gruppi industriali, come ad esempio la Nucor Corporation, gruppo siderurgico che vi ha trasferito il proprio quartier generale nel 1991, dopo essere stata presente con un ufficio fin dal 1966. La sede principale ed il quartier generale della Chiesa Cristiana Avventista si trova a Charlotte. Secondo stime del 2006, la città considerando l'intera area metropolitana conta circa un milione e mezzo di abitanti.
Soprannominata la Città Regina, Charlotte ha ricevuto il suo nome in onore di Carlotta di Meclemburgo-Strelitz, che era diventata la regina consorte di Gran Bretagna l'anno precedente la fondazione della città. Un secondo soprannome deriva dalla Guerra d'Indipendenza Americana, quando il comandante inglese Generale Charles Cornwallis occupò la città, ma fu cacciato dai residenti ostili, spingendolo a scrivere che Charlotte era "un vespaio di ribellione", conferendole il soprannome di Nido di Calabroni.

## Clima
Charlotte ha un clima subtropicale umido. Charlotte si trova diversi chilometri ad est del fiume Catawba e a sud est del lago Norman, il più grande lago artificiale in Carolina del Nord. Il lago Wylie e il lago Mountain Island sono due laghi artificiali più piccoli situati vicino alla città.

## Economia
Charlotte è uno dei più importanti centri economici e finanziari degli Stati Uniti, seconda piazza bancaria più grande della nazione dopo New York City. Bank of America e Truist Financial, due dei più importanti istituti finanziari del paese, hanno sede a Charlotte.

## Monumenti e luoghi d'interesse

### Musei
Il Mint Museum Randolph ha sede nell'edificio disegnato dall'architetto William Strickland, completato nel 1837. Prima di essere adibita a museo la struttura funzionò come sede del Conio, conseguenza della scoperta delle vene aurifere in Cabarrus Country nel 1790. Durante la Guerra di secessione  fu quartier generale dell'esercito degli Stati Confederati d'America, per poi essere adibito, in seguito, a Laboratorio per esperimenti di Thomas Edison sull'energia elettrica, a Corte federale, a luogo di riunioni per il Charlotte Woman's Club. Destinato alla demolizione l'edificio fu salvato e fu ricostruito in altro luogo da un gruppo di cittadini guidati da Mary Myers Dwelle. Il Mint Museum of Art fu inaugurato il 22 ottobre 1936 e fu il primo museo d'arte delle due Caroline.

### Architetture civili
- Catalyst
- One Wells Fargo Center

### Teatri
- Blumenthal Performing Arts Center.

### Musica
- Charlotte Symphony Orchestra

## Infrastrutture e trasporti
La città è servita dall'Aeroporto Internazionale di Charlotte-Douglas e da una rete tranviaria.

## Sport
Charlotte è rappresentata in 3 delle principali leghe professionistiche statunitensi:
- Charlotte Hornets (NBA) - pallacanestro
- Carolina Panthers (NFL) - football americano
- Charlotte FC (MLS) - calcio

## Amministrazione

### Gemellaggi
- Arequipa, dal 1962
- Krefeld, dal 1985
- Baoding, dal 1987
- Voronež, dal 1991
- Limoges, dal 1992
- Breslavia, dal 1993
- Kumasi, dal 1995